# Котлин
Ко́тлин (фин. Retusaari, Ретусаари, швед. Reitskär, Рейтшер) — остров в Финском заливе Балтийского моря, в 30 километрах западнее центра Санкт-Петербурга. Длина — около 12 километров, максимальная ширина — менее 3 километров, площадь — около 16 км². Соединён с материком автодорогой, проходящей по комплексу защитных сооружений от наводнений. В восточной части острова располагается город Кронштадт. Через весь остров с востока на запад проходит Кронштадтское шоссе.
Возле Котлина проходят два судоходных фарватера из Финского залива в Невскую губу: южный и северный.

## История
Расположен на легендарных путях «из варяг в греки» и «из варяг в арабы», и упомянут в договоре 1269 года Новгорода с Ганзой «Я, князь Ярослав Ярославич, … со всем Новгородом, и с немецким послом Генриком Вулленпунде из Любека, …, готами, подтвердил мир… А не возьмут они новгородского посла, и учинится, что между Новгородом и Котлингом, князю и новгородцам до того дела нет…» — по тексту напрашивается вывод о существовании города Котлинга на одноимённом острове, в котором осуществлялась перегрузка с речных судов на морские во времена, считающимися уже в 1269 году былинными («как исстари было»). В последующее время прибывавшие купцы дожидались на острове лоцманов из Новгорода, которые проводили торговые караваны через Неву и Волхов до Ильменя.
Ореховский мир в 1323 году установил совместное владение островом Котлин Новгородом и Швецией, по Тявзинскому мирному договору 1595 года граница со Швецией проходила через остров по линии Малая Ижора — Сестрорецк. По Столбовскому мирному договору 1617 года остров отошёл к Швеции.
В географическом описании XVIII века Котлином назван не только остров, но и сам Финский залив: «Выборг град стоить на Котлине озере; на озере остров Котлин, да остров Березовый... А от Выборга озеро Котлино вдоль 150 верст, а поперег 50 верст».
Существует легенда, согласно которой шведы при высадке на остров русских поспешно бежали, оставив на костре котелок. Этот легендарный котелок изображён на гербе Кронштадта. От слова «котёл» якобы и происходит название Котлин. По другой легенде, Котлин назвали так потому, что на старых картах горловина Финского залива восточнее острова напоминала котёл.
На островке, отсыпанном на отмели к югу от острова Котлин, Петром I в 1703 году был заложен форт Кроншлот, который перекрыл для потенциального противника главный фарватер, ведущий к устью Невы, где строилась новая столица империи — Санкт-Петербург. 7 мая 1704 года укрепления, включавшие в себя и две батареи на острове Котлин, вступили в строй (дата основания Кронштадта). Уже летом 1704 года и через год, летом 1705 года, русскими армией и флотом были отражены два нападения шведского флота на Котлин.
В 1723 году на Котлине заложили крепость и дали ей имя Кронштадт. Пётр I считал Кронштадт частью столицы.
К началу XX века неприятеля встречали мощные крепости и форты Кронштадта, построенные и постоянно модернизировавшиеся с учётом последних достижений военной науки; 17 искусственных островов с укреплениями, а также батареи на северном и южном берегах Финского залива. Многие сооружения не имели аналогов в мировой военной архитектуре. В Кронштадте находился целый ряд высших военных учреждений и торговый порт, который приносил казне огромный доход.
В 1920—1930-х годах Ленинградским ветеринарно-зоотехническим институтом на острове проводились работы в области военной биологии — поиск подходящих биологических возбудителей болезней людей и животных. Среди прочего велись работы с бактериями чумы.
В честь острова назван язык программирования Kotlin, разрабатываемый компанией JetBrains.

## Западная часть
На западной части острова находятся:
- Государственный природный заказник регионального значения Западный Котлин
- Пансионат для пожилых людей «Котлин», с оказанием социально-медицинских услуг населению
- Комплекс мортирных батарей Кронштадтской крепости
- Форт Шанц
- Форт Риф
- Аэродром Бычье поле
- Городское русское кладбище
- Спортивный лагерь
- Садоводство
- Войсковая часть

## Рельеф
Западная оконечность Котлина является наиболее низменной частью острова, с высотами, не превышающими 2 метра над уровнем моря, береговыми валами и переувлажнённым понижением в центре. Искусственные формы рельефа территории — дороги и земляные валы фортов высотой до 12 метров — в несколько раз выше естественных форм рельефа. При частых наводнениях вся западная оконечность острова, кроме искусственных сооружений и насыпей, оказывается залитой водой.
Очертания береговой линии этой части острова постоянно изменяются: вследствие естественных процессов намыва грунта формируются песчаные пляжи, а в местах размыва берегов в основном образуются галечные пляжи.